# Pambone l'Egiziano
Pambone l'Egiziano, in arabo-copto  بموا o بيموا (Bemwa o Bemwah) (304 circa – 374), è stato uno dei Padri del deserto.

## Biografia
Pambone nacque nel 304 circa in Egitto e fu discepolo di sant'Antonio abate. Fu ordinato circa nel 340, e si dice che san Macario di Alessandria fosse presente alla cerimonia.
Pambone fu uno dei primi a seguire la vita eremitica nel deserto di Nitrian, dove fondò numerosi monasteri. Fu uno dei primi compagni di sant'Ammonio di Nitria.
Era molto rispettato per la sua saggezza: secondo la tradizione, fu visitato regolarmente da alcune delle più  importanti figure del tempo, tra cui sant'Atanasio di Alessandria, santa Melania l'anziana, e san Rufino.
Pambone fu il padre spirituale di molti santi, tra cui san Bishoi di Nitria e san Giovanni il piccolo. Melania era con Pambone quando egli morì intorno al 374.
L'agiografia del santo è stata scritta da Palladio di Galazia intorno al 420.

## Culto
Pambone l'Egiziano è ricordato il 18 luglio.